# La Mauricie National Park
La Mauricie National Park er en 536 km² stor nationalpark i Québec i Canada som siden 1970 har beskyttet et område langs floden Saint Lawrences nordlige bred.
Oprettelsen af parken har hjulpet flere dyrearter, blandt andet er antallet af elsdyr øget fra 40 til næsten 300. Der findes også 600 bævere, 125 sortbjørne, 13-20 par islommer.